# Kerstin Munski
Kerstin Munski es una deportista alemana que compitió en ciclismo en la modalidad de BMX. Ganó una medalla de bronce en el Campeonato Mundial de Ciclismo BMX de 1996 y tres medallas en el Campeonato Europeo de Ciclismo BMX entre los años 1996 y 1998.

## Palmarés internacional
| Campeonato Mundial | Campeonato Mundial        | Campeonato Mundial | Campeonato Mundial |
| Año                | Lugar                     | Medalla            | Competición        |
| ------------------ | ------------------------- | ------------------ | ------------------ |
| 1996               | Brighton (Reino Unido)    | Medalla de bronce  | Carrera            |
| Campeonato Europeo |                           |                    |                    |
| Año                | Lugar                     | Medalla            | Competición        |
| 1996               | Ginebra (Suiza)           | Medalla de oro     | Carrera            |
| 1997               | Doetinchem (Países Bajos) | Medalla de bronce  | Carrera            |
| 1998               | Schwedt (Alemania)        | Medalla de oro     | Carrera            |